# トマス・オヘア・キンタナ
トマス・オヘア・キンタナ（スペイン語: Tomás Ojea Quintana）は、アルゼンチンの弁護士。
米州人権裁判所勤務。1976年-1983年の軍事独裁政権（国家再編成プロセス期）に奪われた孫たちを捜す人権団体五月広場の祖母たち代表。
国際連合人権高等弁務官事務所によるボリビア人権保護促進計画の事務局長（英語: the Executive Director of the OHCHR Programme for Protection and Promotion of Human Rights in Bolivia）を務めた。2008年-2014年、ミャンマーの人権状況に関する国連特別報告者。2016年8月、朝鮮民主主義人民共和国（北朝鮮）の人権状況に関する国連特別報告者に就任した。